# Mount Sandved
Mount Sandved är ett berg i Antarktis. Det ligger i Östantarktis. Nya Zeeland gör anspråk på området. Toppen på Mount Sandved är 2 440 meter över havet, eller 452 meter över den omgivande terrängen. Bredden vid basen är 2,3 km.
Terrängen runt Mount Sandved är bergig västerut, men österut är den kuperad. Trakten är obefolkad. Det finns inga samhällen i närheten.